# بوخلوویتسه
بوخلوویتسه (به چکی: Buchlovice) یک منطقهٔ مسکونی در جمهوری چک است که در ناحیه اوهرسکه هرادیشتی واقع شده‌است. بوخلوویتسه ۳۱٫۹۶ کیلومتر مربع مساحت و ۲٬۴۸۷ نفر جمعیت دارد و ۲۳۴ متر بالاتر از سطح دریا واقع شده‌است.

## تاریخچه
نخستین اشارهٔ مکتوب به این شهرک در سندی از پادشاه پژمیشل اوتاکار یکم مربوط به سال ۱۲۰۷ آمده است. بااین‌حال، یافته‌های باستان‌شناختی نشان‌دهندهٔ وجود سکونت در این مکان از دوران پارینه‌سنگی و نوسنگی است. در آغاز، بوخلوویتسه ملکی مستقل و موروثی از نوع لِن بود. نخستین ساکنان خانه‌های خود را در محل میدان امروزی، در منطقه‌ای به نام "سوخه‌ای رادک" (که به این نام خوانده می‌شد زیرا در هنگام سیلاب، آب نهر بوخلوویتسه به آن نمی‌رسید) و پیرامون کلیسا ساختند. از سال ۱۲۷۰، نخستین نام‌های مشخص، یعنی برادران "یرونیم" و "اوندرژی از بوخلوویتسه" شناخته شده‌اند.
از سال ۱۵۴۰، بوخلوویتسه بخشی دائمی از املاک قلعهٔ بوخلوف شد که مالکیت آن به ترتیب در دست ولادیکاهای خاندان زاسترژیسل، بارونهای پتژوالد و سپس کنتهای برشتولد از اوهرچیتسه بود. در دوران مالکیت زاسترژیسل‌ها، دژ موسوم به «دژ پایینی» گسترش یافت؛ این دژ بعدها به عنوان کارگاه تقطیر رایخ شناخته شد که در اواسط دههٔ ۱۹۷۰ تخریب شد. این دژ در محل کنونی شهرداری و مرکز بهداشت قرار داشت. «دژ بالایی» همچنان در خیابان "هلشتینسکا" پابرجاست که بعدها به آسیاب آبی تبدیل و اکنون به خانهٔ مسکونی تغییر یافته است. هنوز هم در زیرزمین این ساختمان، بقایایی از تجهیزات آسیاب دیده می‌شود.
در دوران پیش از جنگ سی‌ساله، این منطقه پیرو آیین پروتستان بود. در آن زمان، نمازخانهٔ «سنت الیزابت» (که امروزه به‌عنوان تالار آیین سوگواری استفاده می‌شود) به‌عنوان عبادتگاه به‌کار می‌رفت. کلیسای سنت مارتین (بوخلوویتسه) در سال ۱۶۴۴ تکمیل شد. در سال ۱۶۱۱، جمعیت بوخلوویتسه ۱۱۱ نفر بود. در سال ۱۶۹۹، یان دیتریخ پتژوالدسکی ساخت کاخ بوخلوویتسه را آغاز کرد که در سال ۱۷۰۷ تکمیل شد. در سال ۱۸۰۰، مالکیت املاک بوخلوف به خاندان برشتولد منتقل شد. توسعهٔ بوخلوویتسه در سده‌های ۱۸ و ۱۹ به دلیل آن‌که مرکز املاک و تا سال ۱۸۴۸ محل ادارهٔ فئودال‌ها بود، شتاب گرفت.
در سال ۱۸۶۲، نخستین مدرسهٔ دوکلاسه ساخته شد؛ در سال ۱۸۸۸، مدرسه‌ای در محلهٔ "لهوتکا" و در سال ۱۹۲۴ مدرسهٔ شهری در خیابان "کومن‌سکه" بنا شد. تا نیمهٔ اول قرن بیستم، کارخانهٔ آبجوسازی در اینجا فعال بود که در سال ۱۹۱۰ تعطیل شد.
در تاریخ ۲۰ مهٔ ۱۸۰۵، بوخلوویتسه از سوی امپراتور فرانتس اول اتریش به مقام شهرک ارتقا یافت.